# Armorloricus kristenseni
Espèce
Armorloricus kristenseni est une espèce de loricifères de la famille des Nanaloricidae.

## Distribution
Cette espèce a été découverte sur le banc des Féroé dans l'océan Atlantique Nord au Sud-Ouest des îles Féroé

## Étymologie
Cette espèce est nommée en l'honneur de Reinhardt Møbjerg Kristensen

## Publication originale
- Heiner, 2004 : Armorloricus kristenseni (Nanaloricidae, Loricifera), a new species from the Faroe Bank (North Atlantic). Helgoland Marine Research, vol. 58, n. 3, p. 192-205.